# Вайтгейвен (Меріленд)
Вайтгейвен (англ. Whitehaven) — переписна місцевість (CDP) в США, в окрузі Вікоміко штату Меріленд. Населення — 46 осіб (2020).

## Географія
Вайтгейвен розташований за координатами 38°16′11″ пн. ш. 75°47′41″ зх. д. / 38.26972° пн. ш. 75.79472° зх. д. (38.269761, -75.794740).  За даними Бюро перепису населення США в 2010 році переписна місцевість мала площу 0,96 км², з яких 0,95 км² — суходіл та 0,01 км² — водойми.

## Демографія
Згідно з переписом 2010 року, у переписній місцевості мешкали 43 особи в 22 домогосподарствах у складі 10 родин. Густота населення становила 45 осіб/км².  Було 37 помешкань (39/км²).
Расовий склад населення:
| - 100,0 % — білих |

До двох чи більше рас належало 0,0 %. Частка іспаномовних становила 0,0 % від усіх жителів.
За віковим діапазоном населення розподілялося таким чином: 14,0 % — особи молодші 18 років, 60,4 % — особи у віці 18—64 років, 25,6 % — особи у віці 65 років та старші. Медіана віку мешканця становила 49,8 року. На 100 осіб жіночої статі у переписній місцевості припадало 104,8 чоловіків;  на 100 жінок у віці від 18 років та старших — 94,7 чоловіків також старших 18 років.
За межею бідності перебувало 19,6 % осіб, у тому числі 0,0 % дітей у віці до 18 років та 26,5 % осіб у віці 65 років та старших.
Цивільне працевлаштоване населення становило 49 осіб. Основні галузі зайнятості: освіта, охорона здоров'я та соціальна допомога — 57,1 %, транспорт — 22,4 %, роздрібна торгівля — 20,4 %.